# 21609 Вільямкалеб
21609 Вільямкалеб (21609 Williamcaleb) — астероїд головного поясу, відкритий 10 травня 1999 року.
Тіссеранів параметр щодо Юпітера — 3,513.